# Frack

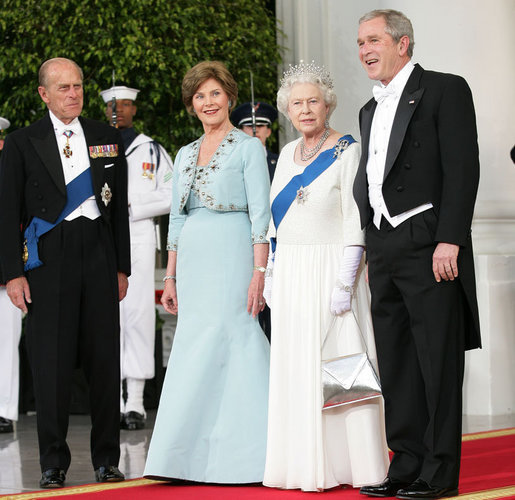
Philip, Duke of Edinburgh und George W. Bush im Frack, 2007

Der Frack (von englisch frock ‚Rock, Kittel‘) ist ein taillenkurzer Herrenrock mit Schößen. Umgangssprachlich wird oft der gesamte Anzug (mit Weste, Hose usw.) als Frack bezeichnet. Der Frack gilt als „König der Herrenbekleidung“.

## Geschichte

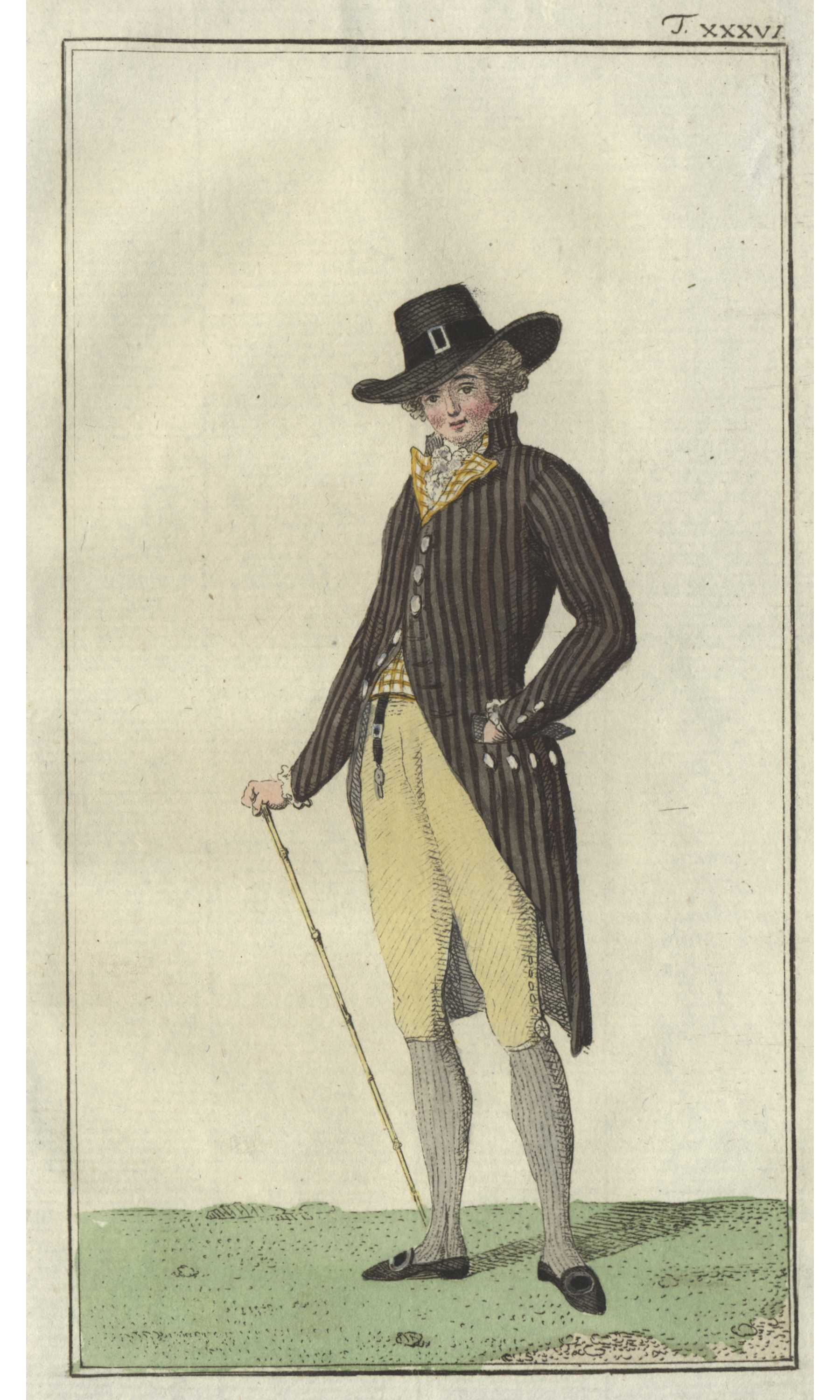
Englischer Herr im modischen Frack, Journal des Luxus und der Moden, 1786

Der Frack entstand um 1740 aus zwei Gewandformen, dem Frock, zu dieser Zeit ein locker geschnittener, tuchener Herrenrock des englischen Bürgertums, und dem Soldatenrock. Sie hatten beide ursprünglich volle Schöße. Anfang 1730 begannen junge Adelige den Frock zu informellen Anlässen zu tragen. Für eine bessere Bewegungsfreiheit, unter anderem als Reitrock, wurde er vorne von der Brust abwärts schräg verlaufend zurückgeschnitten. Beim Soldatenrock wurden stattdessen die vorderen Schöße nach hinten zurückgeschlagen und mit Knöpfen oder Haken befestigt, so dass das bunte Futter sichtbar wurde.
Nach etwa 1770 veränderte sich in Frankreich unter Einfluss des frock auch der bis dahin übliche Justaucorps: als seidener und bestickter frac à la française (auch habit à la française) wurde er zur alleinigen höfischen Galakleidung. Seine Vorderkante war leicht bogig zurückgeschnitten, so dass der Rock nicht mehr zugeknöpft werden konnte, die Schöße waren verkürzt, die Taschenklappen blind. Daneben setzte sich der schlichte, tuchene frac à l’anglaise zunehmend in bürgerlich-fortschrittlichen Kreisen durch. Er war im 18. Jahrhundert ein- oder zweireihig auf zwei bis drei Knöpfe zu schließen, die Schöße waren von der vorderen Mitte bogig zurückgeschnitten. Dazu wurde anfangs die Kniebundhose, ab 1770 dreiviertellange Breeches und seit der Französischen Revolution lange Röhrenhosen getragen. Darunter trug man Weste oder Gilet.
In der Mode des Directoire und Empire, bis etwa 1805, rückte die Fracktaille so stark hinauf, dass einige Männer Schnürleiber trugen, die Schöße reichten nur bis zu den Oberschenkeln. Der Frack der Incroyables hatte einen sehr hohen Umlegekragen, ein breites Revers und lange, schmale Ärmel.
Ab 1800 setzte sich der Frack immer mehr durch, veränderte sich während des 19. Jahrhunderts im Schnitt aber nur noch wenig. Der frac à la française hatte weiterhin bogig nach hinten geschnittene, etwa knielange Schöße, der frac à l’anglaise hatte zunehmend in der Taille eckig abgeschnittene, hinten etwas übers Knie reichende Schöße.
In der Kleidermode des Biedermeiers fingen Tages- und Abendfrack an sich zu unterscheiden. Als Tagesanzug wurde der Frack in gedeckten Farben, etwa tabakbraun, flaschengrün oder mausgrau, und andersfarbigem oder gemustertem Futter getragen, mit ein- oder zweireihigen Knopfreihen. Dazu trug man eine auffällig gemusterte Hose. Der Abendfrack war aus schwarzem Tuch, im Rücken verengt, daher vorne offen, aber beidseitig mit Knöpfen versehen und mit etwas längeren Schößen. Dazu war eine helle, einfarbige Hose in Mode. In beiden Fällen war die dazugehörige Weste gestreift oder gemustert.
Als ab 1850 Cutaway und Jackett aufkamen, wurde der Frack allmählich zum reinen Abendanzug. Ab den 1920er Jahren wurde der Frack teilweise vom Smoking verdrängt. Seit dem Zweiten Weltkrieg ist der Frack hochoffizieller Abendanzug auf traditionellen Bällen und Galaveranstaltungen.
In der Mode der jüngeren Zeit ist der Frack immer noch Gegenstand neuer Kreationen, so etwa bei Alexis Mabille, Chanel, Gucci oder Balmain, oder Grace Wales Bonner, die das Outfit von Lewis Hamilton für die Met Gala 2025 kreierte.

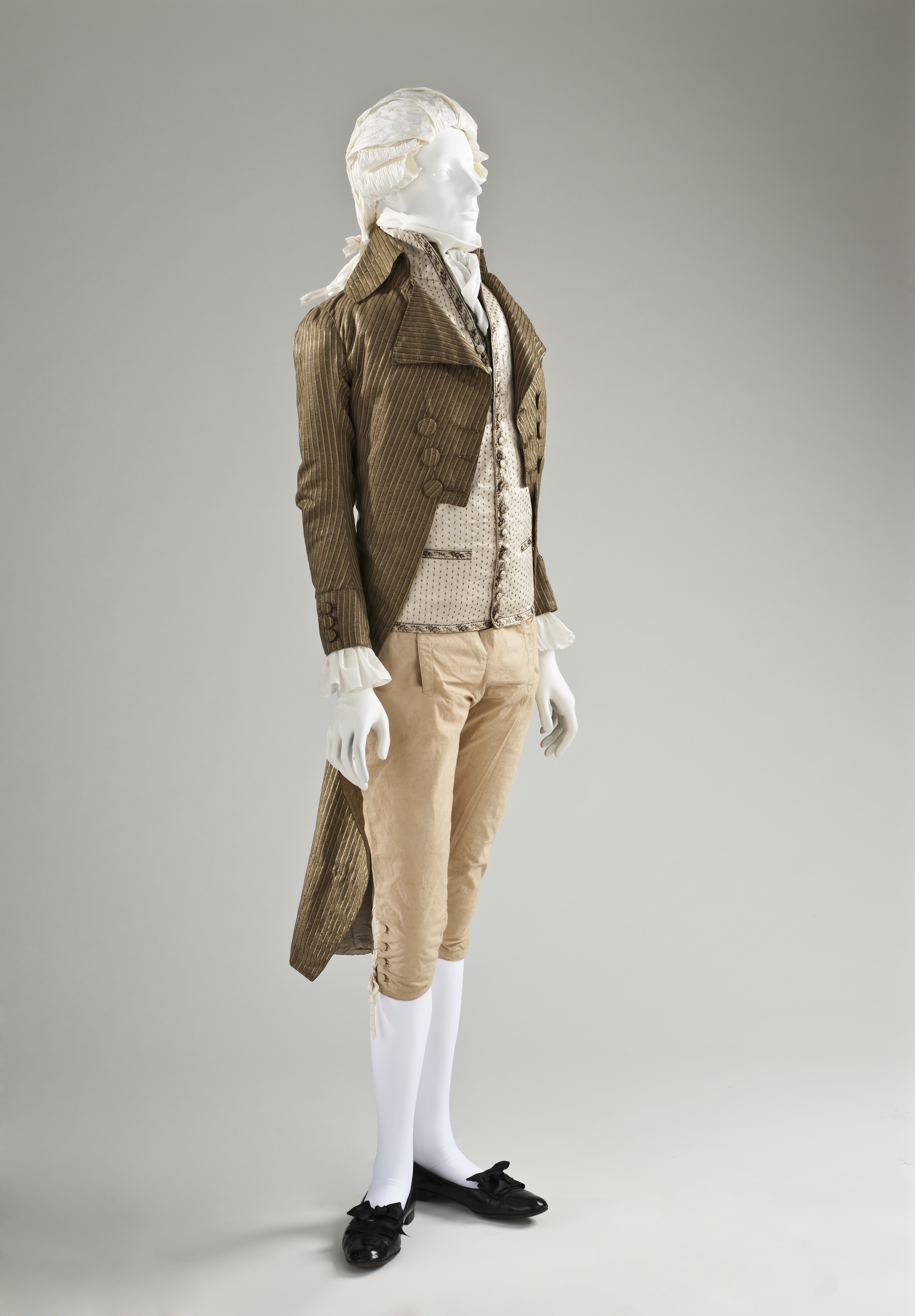
Gestreifter Frackrock aus Seide und Baumwolle, Frankreich, ca. 1790–1795
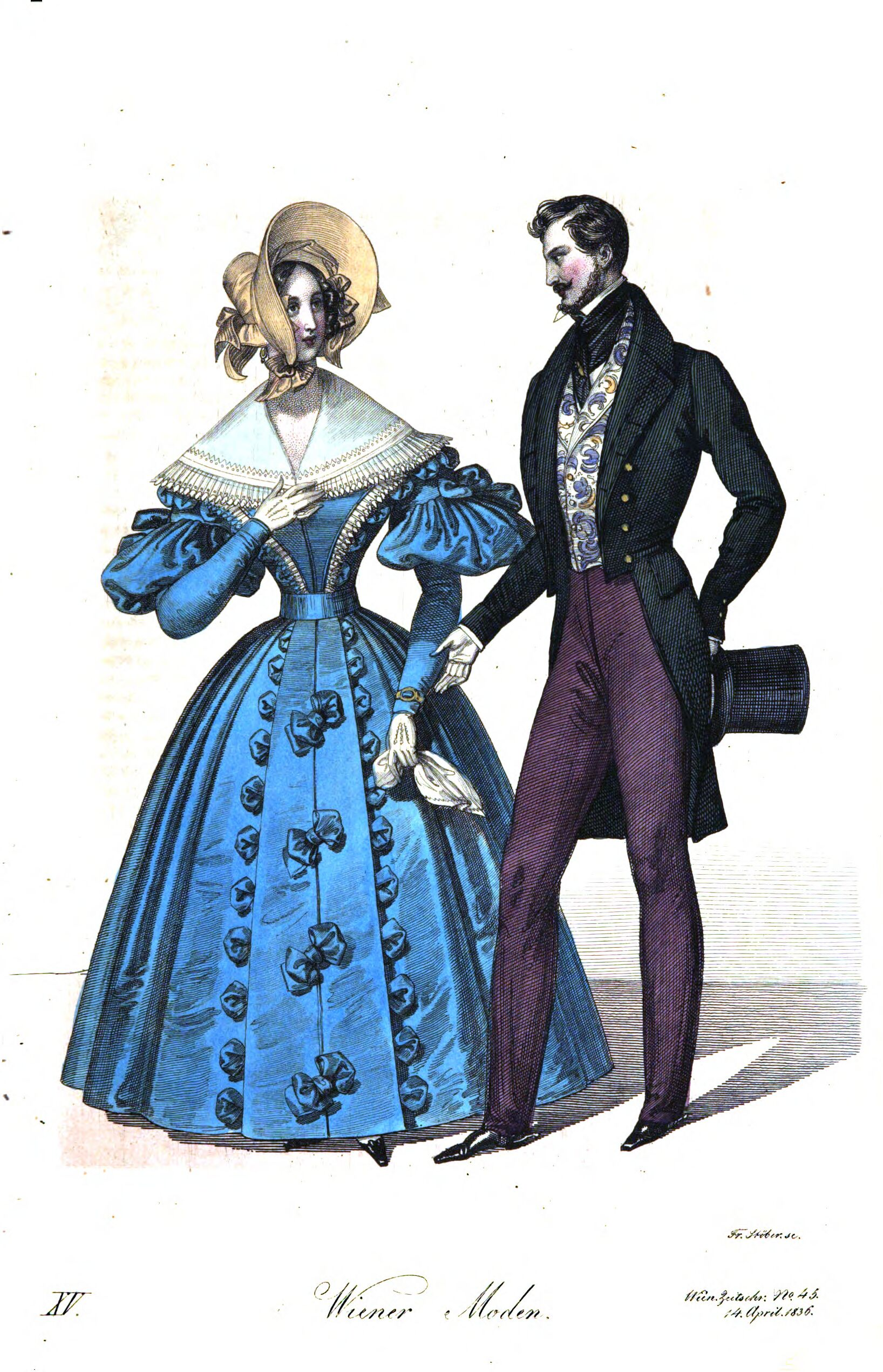
Mann im Frack mit gemusterter Weste und farbiger Hose, Wiener Zeitschrift für Kunst, Literatur, Theater und Mode, 1836
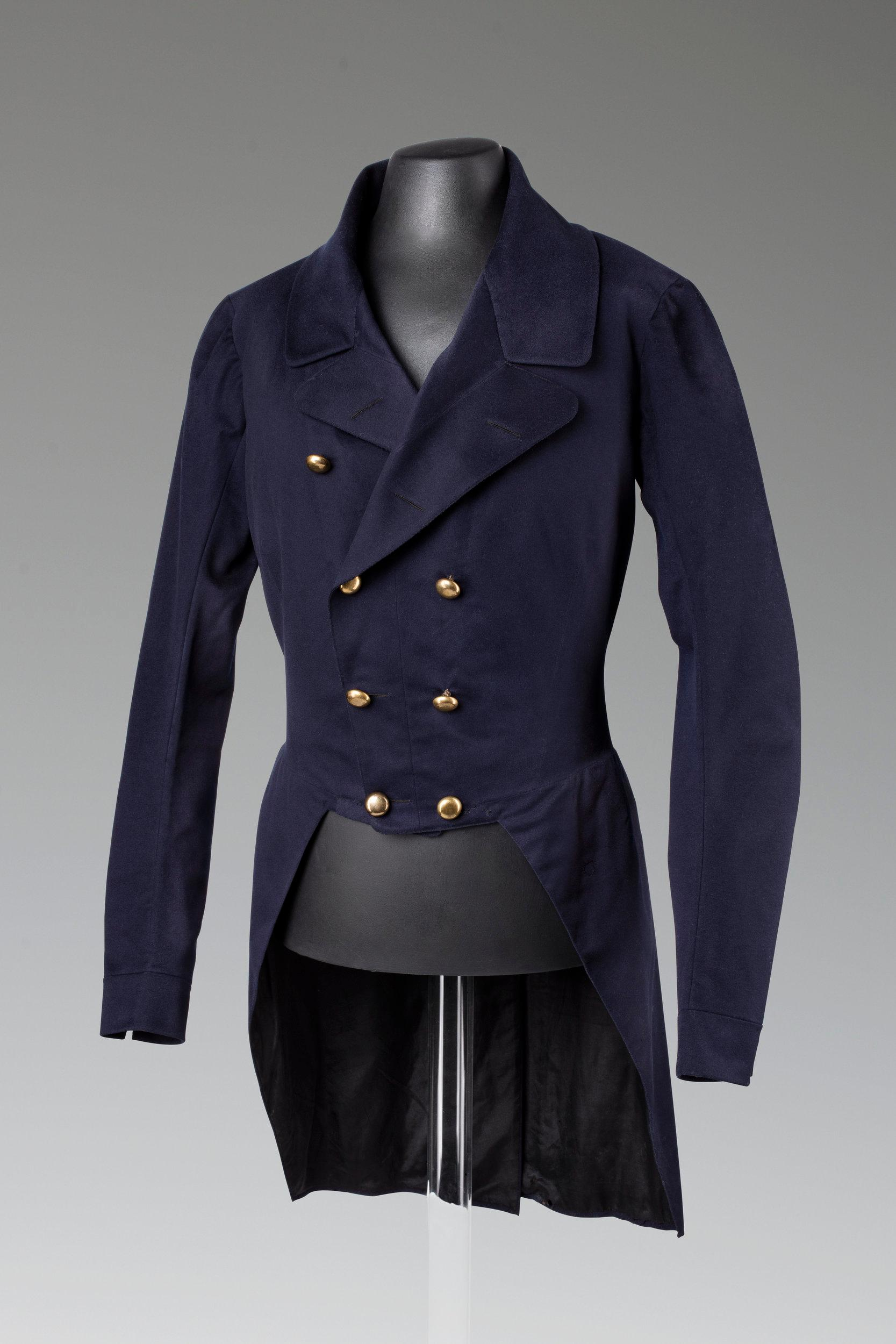
Frack mit doppelter Knopfreihe, 1846, Nationalmuseum Warschau
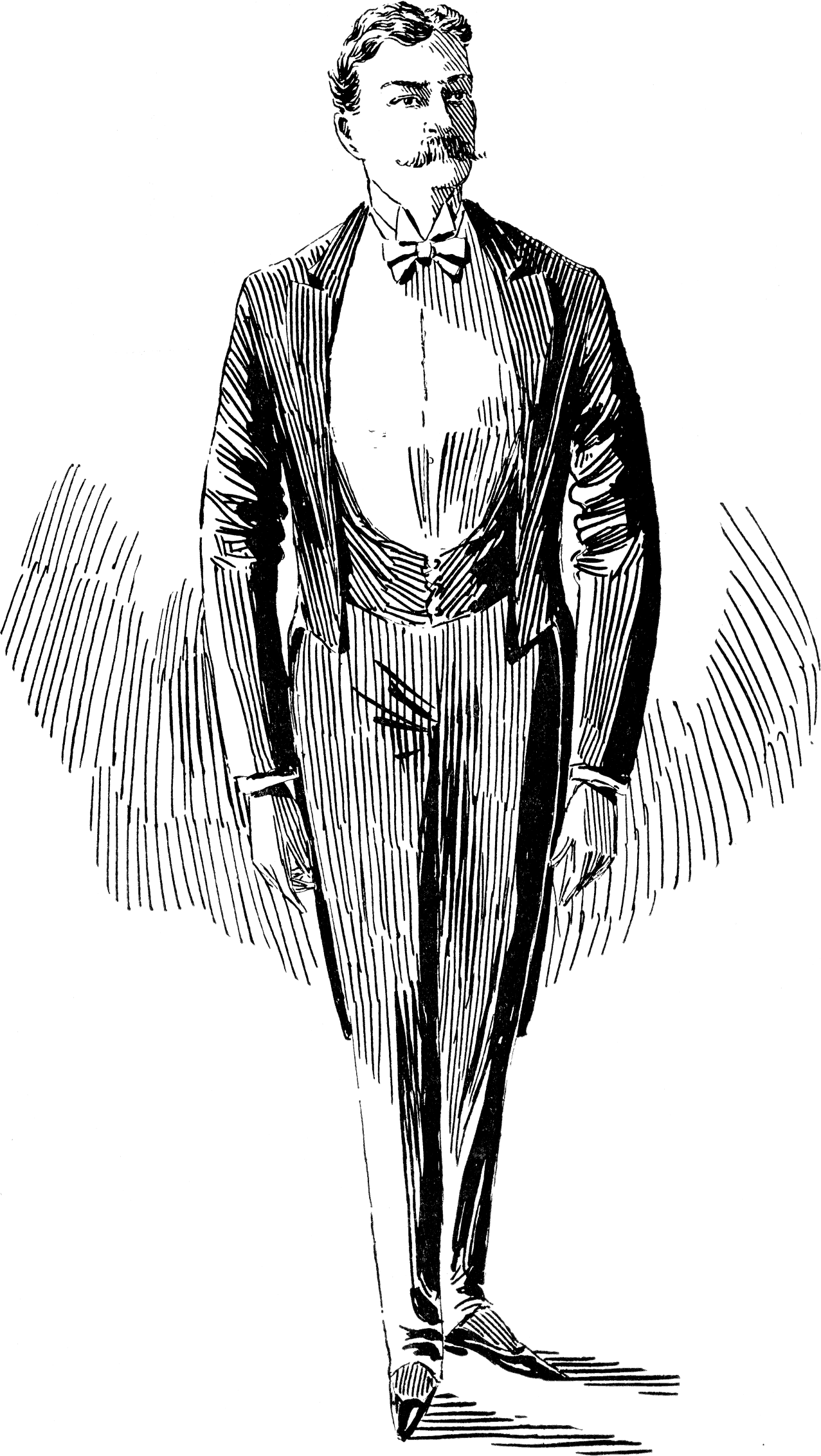
Frack, tagsüber (schwarze Weste), 1895
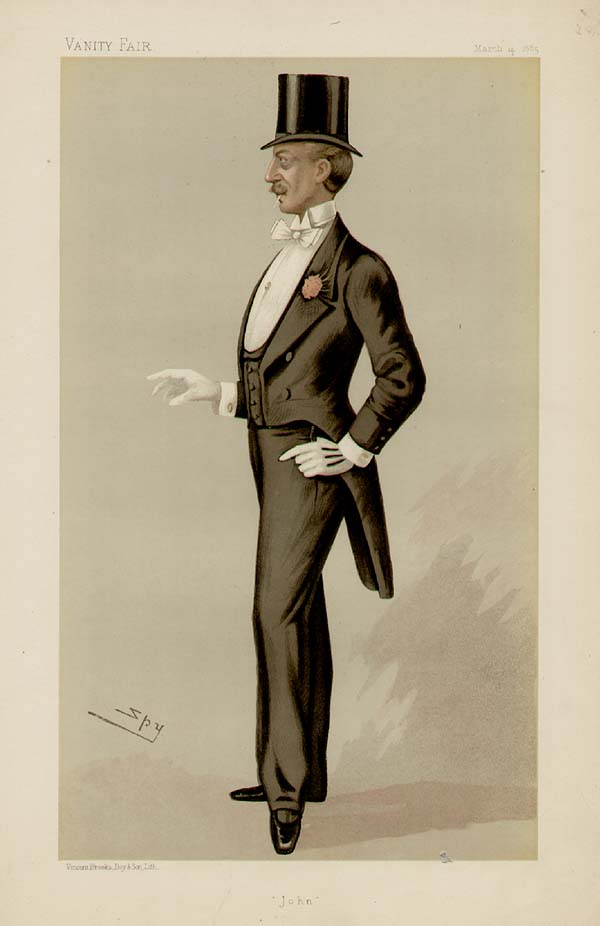
Um 1900, mit Zylinder
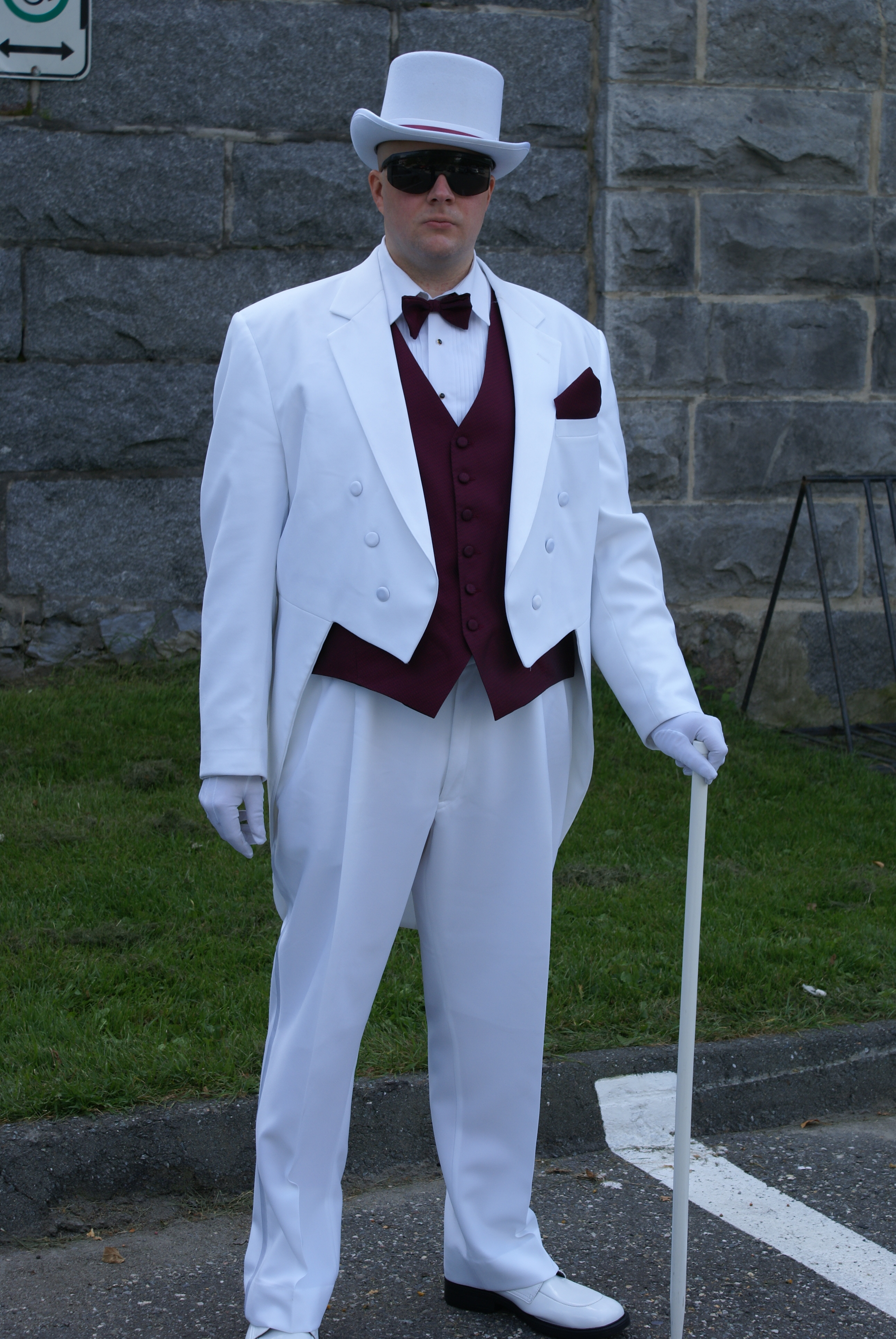
Modische Abwandlung des Fracks, Kanada, 2008

## Der Frack als Teil des „Großen Gesellschaftsanzuges“
Der Frackrock wird als Teil eines Anzuges zu besonders festlichen Anlässen ab 18 Uhr getragen. Den zu diesen Anlässen passenden Dresscode bezeichnet man als „Großer Gesellschaftsanzug“ (engl. white tie, frz. cravate blanche). Dieser strenge Dresscode lässt der Person, die ihn trägt, nur wenig Spielraum für Individualität. Eine traditionelle Erweiterung bilden Abendhochzeiten, die üblicherweise erst gegen 16 Uhr beginnen. Zu diesem Anlass darf ein Frack auch bereits vor 18 Uhr getragen werden.

### Frackrock
Der knapp geschnittene Frackrock ist schwarz (seltener dunkelblau), mit beidseitig trapezförmig angeordneten Knöpfen und knielangen Schößen am Rückenteil, auch „Schwalbenschwänze“ genannt. Er ist vorn taillenkurz und nicht schließbar, wird daher offen getragen. Das spitze Revers ist mit einem Spiegel aus schwarzer Seide besetzt. Die funktionslosen Schließ- und Ärmelknöpfe sind – wie beim Smoking – ebenfalls mit Seide oder Satin bezogen.

### Frackhose
Die Frackhose ist im Schnitt der Zeitmode angepasst. Sie hat aber nie Umschläge, in der Regel an jeder Seite zwei Bundfalten, und wird an den Seitennähten mit zwei Seidenbändern – Galons genannt – verziert. Sie besitzt keine Gürtelschlaufen und wird mit Hosenträgern getragen.

### Frackhemd
Das weiße Frackhemd hat eine steife Brust aus Pikee oder vertikalen Zierfalten, zwei bis drei Knöpfe aus Perlmutt, Gold oder Brillanten sowie einen Kläppchenkragen und einfache Manschetten, die nicht umgeschlagen, aber mit Manschettenknöpfen geschlossen werden. Die Manschetten sollten zwei Finger breit unter dem Ärmelabschluss der Jacke hervorschauen, jedoch nicht über das Handgelenk reichen. Früher bestand das Frackhemd aus einem kragenlosen Hemd, an dem der Kläppchenkragen, die Manschetten und die Chemisette angeknöpft wurden.

### Frackweste
Über dem Hemd wird eine weiße, taillierte Frackweste aus weißem Pikee getragen. Sie hat einen schmalen Schalkragen und manchmal zwei eingelassene Westentaschen. Sie weist in der Regel einen leicht geschwungenen V-Ausschnitt auf, Kellner tragen hingegen einen U-Ausschnitt. Sie kann einreihig oder zweireihig sein und wird mit weißen Perlmuttknöpfen oder pikeebezogenen Knöpfen geschlossen. Das Rückenteil besteht nur aus Futterseide oder Bändern.

### Sonstiges

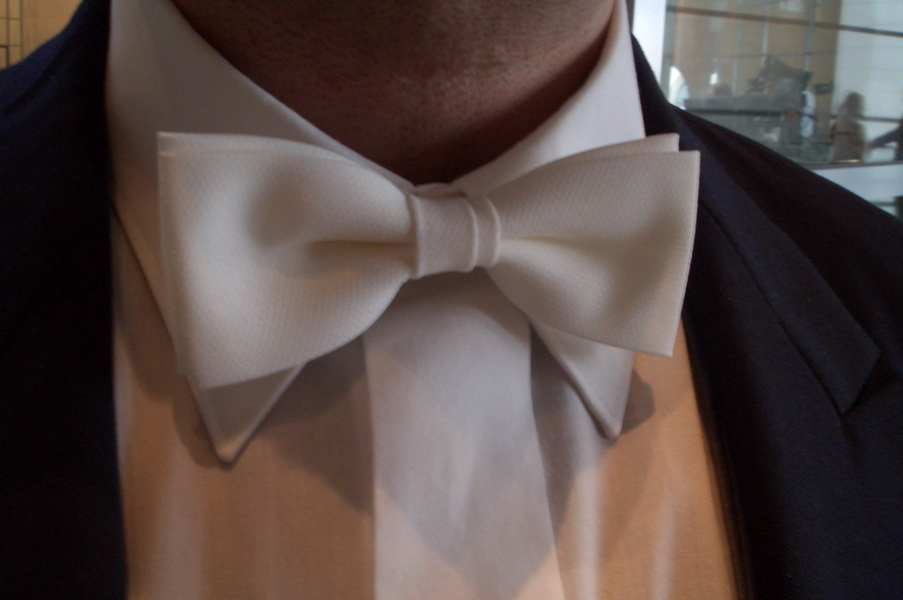
Fliege des Bundestagsfracks, 2005

Zum Frack wird seit 1904 ein weißer Querbinder getragen. Er besteht ebenfalls aus Baumwollpikee. Kellner und andere Bedienstete tragen ihn in schwarz, um sich von den Gästen zu unterscheiden. Hemd, Weste und Querbinder werden zusammen oft als „Frackset“ bezeichnet. Der Fuß wird mit dunklen Seiden- oder Wollstrümpfen, die bis unter das Knie reichen (beim Sitzen darf man keinesfalls Haut zeigen) und schwarzen Lackschuhen bekleidet.
Als Kopfbedeckung zum Frack wird oft ein schwarzer Zylinder, oder auch die Klappvariante Chapeau Claque getragen. Optionale Accessoires sind ein weißer Seidenschal und weiße Glacéhandschuhe. Erlaubt ist weiterhin eine Frackuhr mit Kette; das Tragen einer Armbanduhr gilt als Fauxpas. Als Taschentücher sind nur solche aus Stoff erlaubt (keinesfalls Papiertaschentücher). Besonderes Accessoire ist auch ein Frackstock, der mit schwarzem Klavierlack lackiert ist und einen verchromten Knauf hat. Ein Einstecktuch ist zwar nicht gängig, aber möglich. Es sollte weiß und aus Leinen oder Baumwolle sein.
Die Variante, den Frack ohne Weste und stattdessen mit einem Kummerbund zu tragen, ist vor allem bei Musikern verbreitet, als klassischer Abendanzug aber unüblich.

## Anlässe

### Bälle
Der Frack ist bei großen Bällen immer noch das passendste Kleidungsstück. Auf den traditionsreichen Wiener Bällen ist zwar beispielsweise der Smoking auch erlaubt, dennoch kommen viele im Frack. Am Wiener Opernball, dem Philharmonikerball und dem Techniker-Cercle herrscht Frackzwang, d. h. alle Männer müssen einen Frack tragen, außer sie tragen eine Ausgehuniform. Bei manchen Bällen besteht ein Frackzwang für Debütanten.
In den skandinavischen Ländern stellt der Frack auch auf weniger exklusiven Bällen die Herren-Standardbekleidung dar. An schwedischen und finnischen Hochschulen, z. B. bei Promotionsfeiern oder formellen Zusammenkünften studentischer Vereinigungen, ist vielerorts ebenfalls „großer Gesellschaftsanzug“ vorgeschrieben.

### Orchester

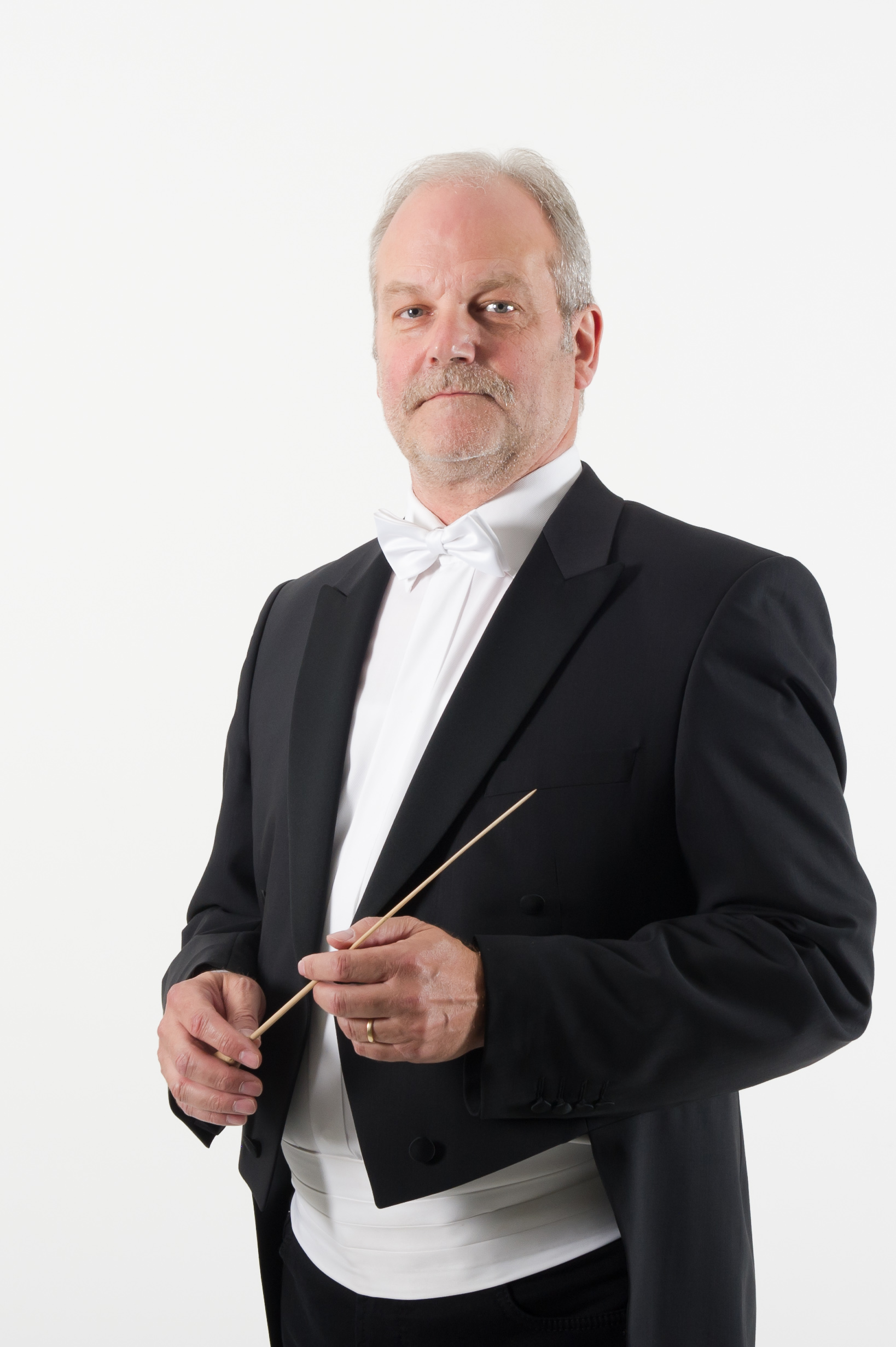
Dirigent Manfred Obrecht im Frack (mit Kummerbund), 2016

Im 19. Jahrhundert lösten von städtischen Musikvereinen gegründete Orchester die Hofkapellen ab. Die Uniformen der Hofkapellen wurden durch den großen Gesellschaftsanzug ersetzt. Der Frack ist bis heute die übliche Berufskleidung für Orchestermusiker und Dirigenten. „Er sorgt für ein einheitliches Bild, bei dem keine Äußerlichkeiten vom musikalischen Geschehen ablenken sollen und das lässt das Individuum zurücktreten gegenüber dem großen Ganzen, dem Klangkörper, zu dem achtzig oder hundert Musiker verschmelzen“. Zunehmend werden von Musikern und Dirigenten aber auch andere Kleidungsstücke getragen.

### Sport

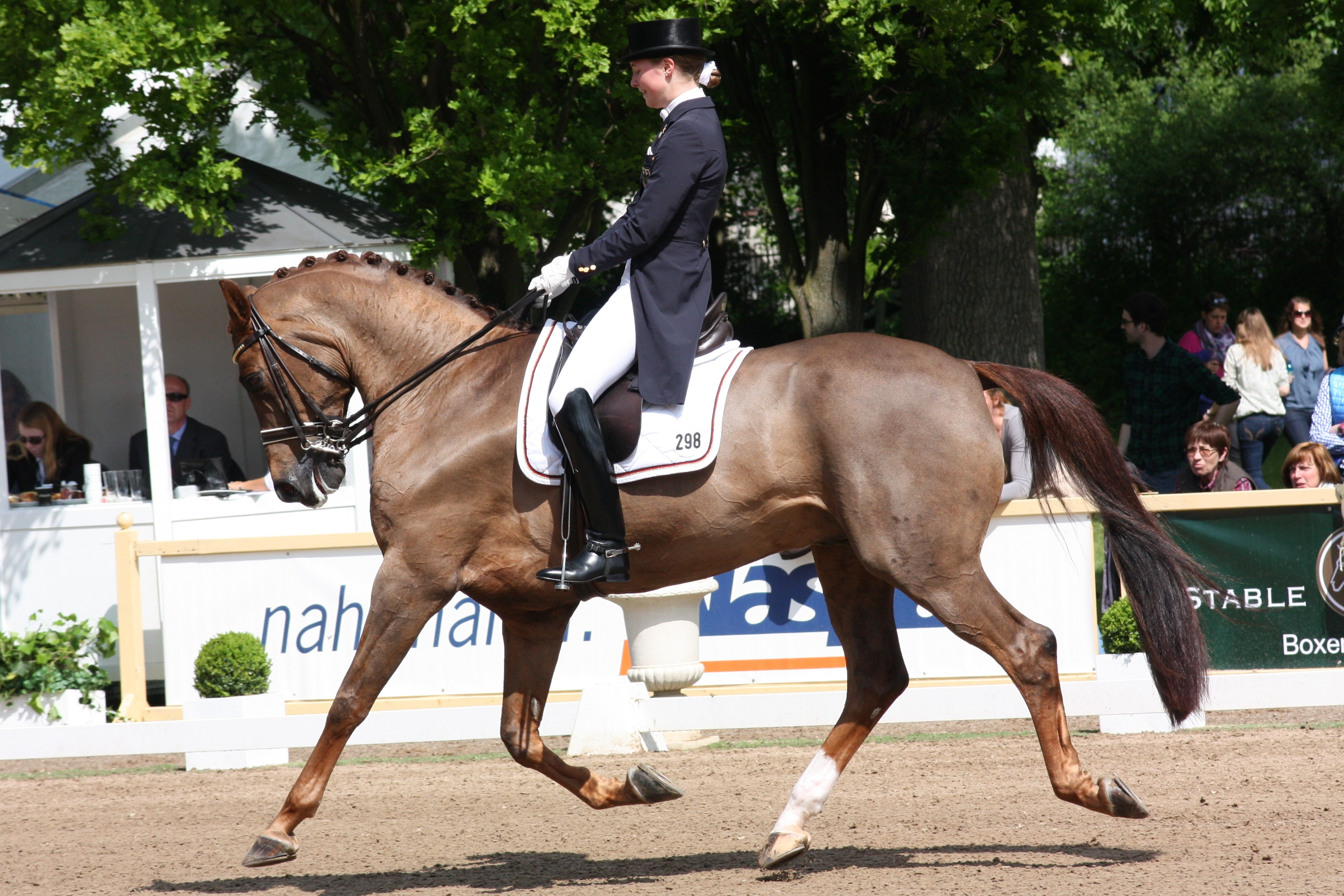
Frack beim Dressurreiten

Im Bereich des Tanzsportes wird der Frack zum Standardtanz getragen. Er unterscheidet sich aber in vielen Details von einem „richtigen“ Frack. So sind zum Beispiel die Ärmel gerade angenäht, um in der Tanzhaltung natürlich auszusehen. Auch sind die einzelnen Teile wie Jacke, Weste und Hemd nur an den sichtbaren Stellen vorhanden, um mehrlagige Partien zu vermeiden. Zudem kommen andere Materialien zur Verarbeitung.
Beim Dressurreiten wird in den hohen Klassen Frack getragen. Bis zur Einführung der Helmpflicht am 1. Januar 2021 gehörte dazu ein Zylinder.
Zu Anfang des 20. Jahrhunderts trugen Sportschiedsrichter, z. B. im Fußball, während der Leitung eines Matches Frack und Zylinder. Gleichzeitig traten die Spieler häufig in Herrenhemden an.